# 君津郵便局
君津郵便局（きみつゆうびんきょく）は千葉県君津市にある郵便局。民営化前の分類では集配普通郵便局であった。

## 概要
住所：〒299-1199 千葉県君津市久保4-2-29

## 沿革
- 1884年（明治17年）1月1日 - 法木作（ほうぎさく）郵便局（五等）として開設[1]。
- 1885年（明治18年） - 貯金取扱を開始。
- 1891年（明治24年）10月16日 - 内箕輪（うちみのわ）郵便局に改称。
- 1899年（明治32年）11月1日 - 為替取扱を開始。
- 1911年（明治44年）5月16日 - 八重原（やえはら）郵便局に改称。
- 1944年（昭和19年）5月26日 - 君津郵便局に改称。
- 1959年（昭和34年）11月20日 - 電話交換事務の取扱を釜神郵便局に移管[2]。
- 1971年（昭和46年）4月5日 - 特定郵便局から普通郵便局に局種別改定。
- 1972年（昭和47年）6月5日 - 君津市杢師から同市久保に移転。
- 1981年（昭和56年）3月23日 - 和文電報配達業務を木更津電報電話局に移管。
- 1998年（平成10年）6月28日 - 君津下湯江郵便局の廃止に伴い、取扱事務を承継。
- 1999年（平成11年） - 外国通貨の両替および旅行小切手の売買に関する業務取扱を開始。
- 2001年（平成13年）2月5日 - 君津市久保四丁目2-29から同3-11に移転。
- 2002年（平成14年）9月24日 - 君津市久保四丁目3-11から同2-29に移転。
- 2007年（平成19年）10月1日 - 民営化に伴い、併設された郵便事業君津支店に一部業務を移管。
- 2012年（平成24年）10月1日 - 日本郵便株式会社発足に伴い、郵便事業君津支店を君津郵便局に統合。

## 取扱内容
- 郵便、印紙、ゆうパック、内容証明
- 貯金、為替、振替、振込、国際送金、外貨両替・トラベラーズチェック、国債、投資信託
- 生命保険、バイク自賠責保険、自動車保険
- 地方公共団体事務（君津市戸籍の謄抄本など公的証明書の交付）
- ゆうちょ銀行ATM
- 君津市内の一部地域（〒299-11xx）の集配業務
- ゆうゆう窓口

## 周辺
- 君津市役所
- 君津市立中央図書館
- 君津警察署
- 小糸川

## アクセス
- JR内房線 君津駅（南口）から徒歩約14分
- 君津市コミュニティバス 君津市役所停留所下車
- 館山自動車道 木更津南ICから南西へ約3.5km、もしくは君津ICから北西へ約4km
- 駐車場あり：16台